# Camponotus pallens
Camponotus pallens é uma espécie de inseto do gênero Camponotus, pertencente à família Formicidae.